# Barend Brouwer (timmerman)
Barend Brouwer (gedoopt Zwolle 18 april 1720 - Hoorn 23 juli 1803) was een Nederlands bouwkundige. Hij was de zoon van Pieter Brouwer en Margareta Koks. Na in 1746-1748 in Amsterdam werkzaam te zijn geweest, verhuisde hij in 1754 naar Hoorn om daar een timmermanszaak te beginnen. Op 1 juni 1755 huwde hij daar de uit Hoorn afkomstige Geertje Vis. Hun zoon Pieter Brouwer (1758-1817) zou later stadsbouwmeester van Hoorn worden.
In 1760 dong hij met een eigen ontwerp mee naar de opdracht voor de bouw van de nieuwe Lutherse Kerk in Hoorn. Uiteindelijk zou hij van 1767 tot 1769 de bouw uitvoeren naar het ontwerp van Jacob Hart uit Rotterdam.
In 1773 nam hij de zoon van een verre neef, Hendrik Gerrit van Raan (1751-1821) in dienst. Toen Brouwer in 1774 de opdracht voor de herbouw van de kerktoren in het Gelderse Nijkerk wist te verwerven, delegeerde hij die opdracht aan Van Raan, die vermoedelijk de nieuwe torenbekroning ontwierp en de leiding over de bouw op zich nam.
In 1782 maakte Brouwer op voorspraak van de burgemeester van Hoorn, Nanning van Foreest, een ontwerp voor een nieuwe Hervormde Kerk in Urk, die in 1786 echter naar ontwerp van de Amsterdamse stadsbouwmeester Johan Samuel Creutz zou worden gebouwd. 